# Симфонія № 3 (Онеґґер)
Симфонія № 3 Артура Онеґґера, відома як «Літургічна симфонія» (Symphonie Liturgique), написана в 1945 році і вперше 17 серпня 1946 року в Цюриху.
Складається з трьох частин:
1. Dies irae («День гніву»)
2. De profundis clamavi («З глибин взиваю»)
3. Dona nobis pacem («Дай їм миру»)

Загальна тривалість — 29 хвилин.